# Thomas Howard (14e comte d'Arundel)
Pour les articles homonymes, voir Thomas Arundel, Arundel, Thomas Howard et Howard.
Thomas Howard ou Thomas Arundel, né le 7 juillet 1585 et décédé entre le 24 septembre et le 4 octobre 1646, chevalier de la Jarretière, 14e comte d'Arundel (ou 21e selon les revendications), 4e comte de Surrey, et plus tard, 1er comte de Norfolk, fut un éminent courtisan anglais pendant les règnes de Jacques Ier et Charles Ier. Cependant on le connaît surtout pour ses collections d'art amassées lors de Grands Tours plutôt que comme politique. Lors de sa mort, sa collection, une des plus importantes d'Europe, comptait 700 peintures, ainsi que de nombreuses sculptures antiques, livres rares, dessins et bijoux anciens. La plus grande partie de sa collection a été dispersée lors de sa mort, mais la pièce la plus connue reste les gravures antiques sur marbre, les marbres d'Arundel, conservés à l'université d'Oxford.

## Biographie
Arundel est né dans une indigence relative, la lignée des Howard étant tombée en disgrâce pendant le règne de la reine Élisabeth Ire d'Angleterre à cause de leur conservatisme religieux (ils restèrent catholiques alors que la reine impose l'anglicanisme) et leur implication dans des conspirations contre la reine. Thomas d'Arundel est le fils de Philip Howard (1557-1595), 13e comte d'Arundel, emprisonné pour complot en 1585, condamné pour trahison et déchu de son titre en 1589. Philip Howard poursuit la revendication des FitzAlan et se considère donc comme le 20e comte. La mère de Thomas Howard est Anne Howard (née Dacre), sœur et cohéritière de Thomas Dacre, 4e baron Dacre de Gilsland. Le jeune comte n'a jamais connu son père, emprisonné avant sa naissance et mort à la tour de Londres.

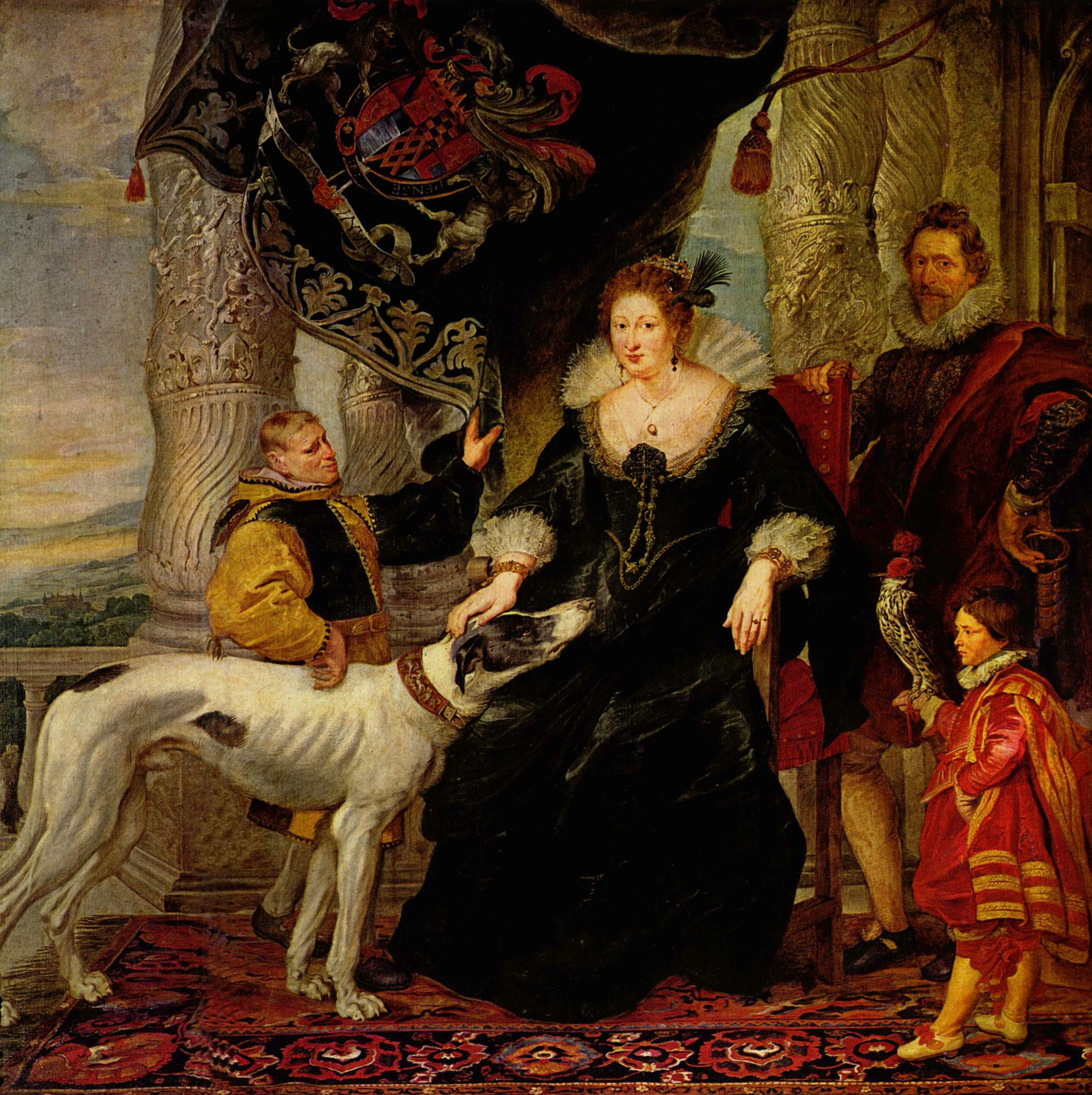
Pierre Paul Rubens, Alathea Talbot (1620), épouse du comte Aurundel.

La famille Howard a retrouvé les faveurs de la royauté après l'accession au trône de Jacques Ier, et Arundel a regagné ses titres et ses terres en 1604. L'année suivante, il se marie avec Alathea Howard, sœur de Gilbert Talbot, 7e comte de Shrewsbury, et petite-fille de Bess de Hardwick. Elle héritera de vastes terres dans le Nottinghamshire, Yorkshire et Derbyshire, dont Sheffield, et d'une immense fortune. Cependant, même avec ces grands revenus, Arundel collecte et la construction allait le conduire lourdement dans la dette. Pendant le règne de Charles Ier, Arundel a quelquefois servi comme un envoyé spécial de la cour d'Angleterre dans les autres grandes cours d'Europe. Ces voyages sont les prémices de son intérêt pour l'art et les collections. C'est le diplomate Dudley Carleton qui le met en contact avec le marchand installé à Venise, Daniel Nijs, qui fut un gros pourvoyeur d'œuvres d'art.
En 1642 il accompagne la princesse Mary pour son mariage avec Guillaume II d'Orange-Nassau. À cause des troubles qui entraîneraient la guerre civile, il décide de ne pas retourner en Angleterre, et s'installe premièrement à Anvers puis à Padoue, en Italie.
Il meurt en 1646, s'étant converti au catholicisme qu'il avait abandonné en rejoignant le Conseil privé. C'est son fils aîné Henry Howard qui lui succède en tant que comte d'Arundel, également duc de Norfolk et baron Mowbray. Son plus jeune fils William Howard fut le 1er baron Stafford puis vicomte de Stafford.
Arundel avait demandé au roi la restauration de l'ancestral titre de duc de Norfolk. Alors que la restauration n'était pas sur le point de se produire avant l'époque de son petit-fils, il fut réhabilité comte de Norfolk en 1644, qui assura que le titre resterait dans sa famille.

## Collectionneur

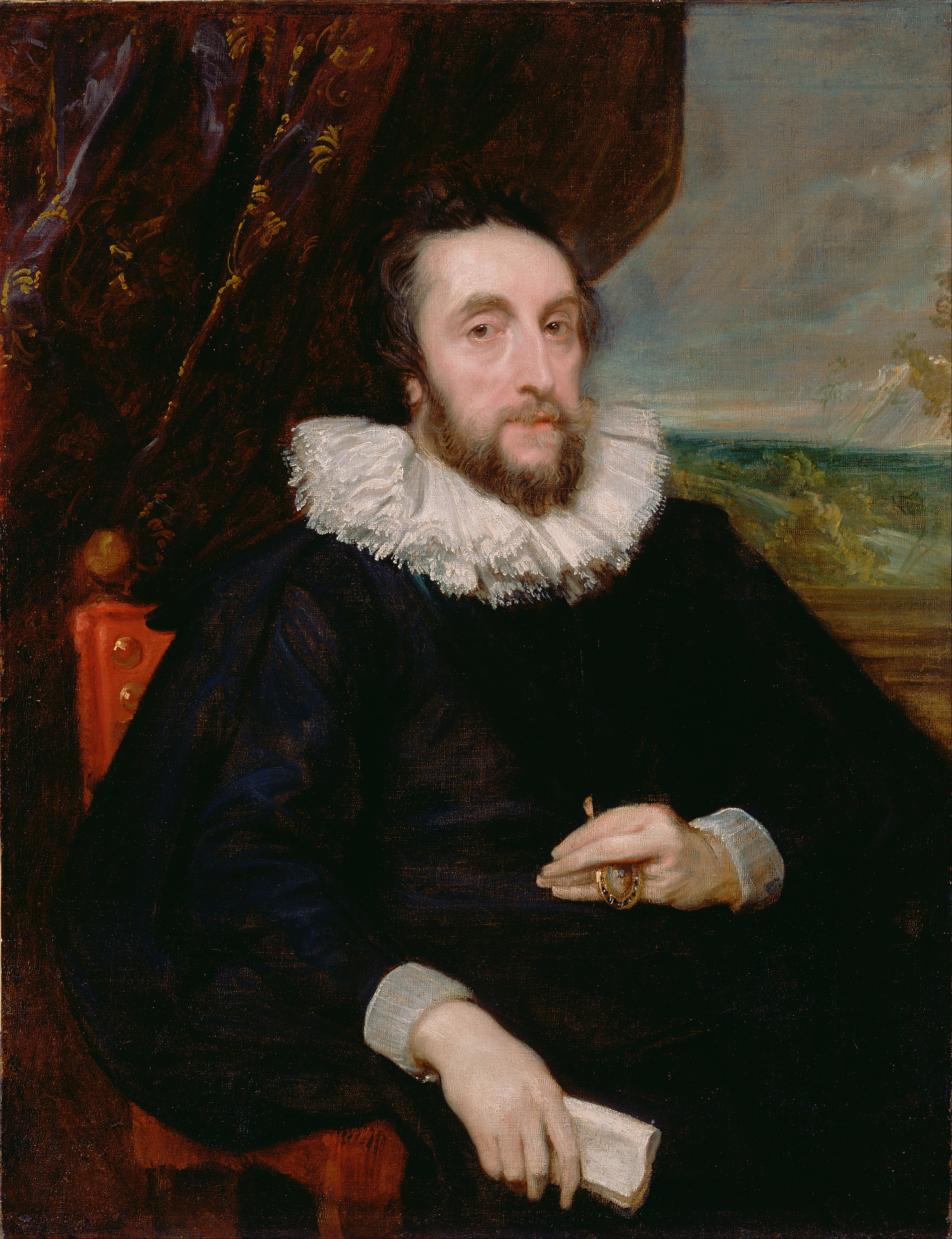
Antoine van Dyck
Portrait de Thomas Howard, 1620-1621
J. Paul Getty Museum, Los Angeles

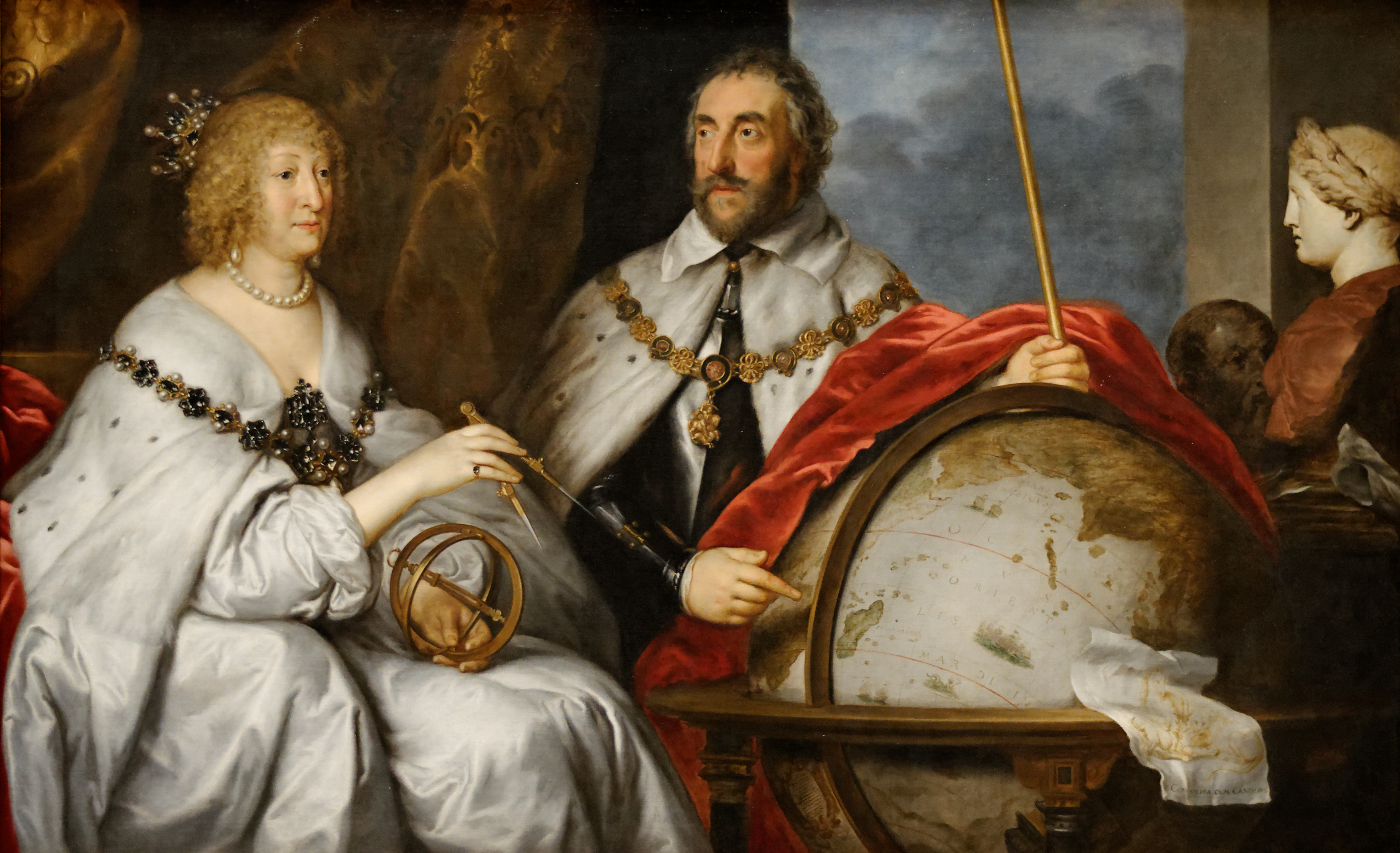
Thomas Howard et sa femme par Antoine Van Dyck (c 1639/40). Cette œuvre, connue sous le nom de Portrait Madagascar (île qu'il projetait de coloniser en 1639), montre le couple richement vêtu. Deux sculptures en arrière-plan illustrent la riche collection d'Howard

C'est dans sa collection qu'Antoine van Dyck, lors de son premier voyage à Londres en 1620, voit pour la première fois les œuvres du Titien.
Arundel a commandé des portraits de lui-même ou sa famille à des maîtres contemporains, tels que Daniel Mytens, Pierre Paul Rubens, Jan Lievens et Antoine van Dyck Il a acquis d'autres peintures de Hans Holbein, Adam Elsheimer, Mytens, Rubens et Honthorst. Philip Fruytiers fit le portrait de la famille de Thomas Howard : il se fit représenter en grande tenue de cérémonie avec sa femme sous un dais, avec deux portraits de ses ancêtres par Holbein sur le mur. Thomas Howard était en effet un grand collectionneur de Holbein, qu'il acheta à prix d'or et fit graver.
C'est lui qui invite en Angleterre le sculpteur wallon François Dieussart et l'introduit à la cour des Stuart.
Il a également collecté des dessins de Léonard de Vinci, des deux Holbeins,  Raphaël, Parmigianino, Wenceslas Hollar et Albrecht Dürer. Beaucoup d'entre eux sont maintenant à la Bibliothèque Royale, au Château de Windsor ou de Chatsworth House. Sa collection de manuscrits (comprenant notamment le psautier de Robert de Lisle) a été donnée en partie par son petit-fils à la Royal Society puis rachetée par le British Museum en 1831. Ces 550 ouvrages constituent le fonds clos Arundel de la British Library.
Néanmoins, ce dont il était le plus amoureux était les sculptures antiques, romaines et grecques qu'il exposait dans une immense galerie à Arundel House. Le portrait effectué par Mytens en 1618, avec cette galerie des statues, témoigne de cet amour de l'antiquité. Il fut l'un des premiers européen à collectionner les monuments antiques. Il envoya William Petty à cet effet dans le Levant, en Italie, en Grèce et jusqu'à Constantinople pour prospecter les ruines des temps, ou acheter à prix d'or de vieux vestiges dans des collections privées. Les pièces les plus connues de cette immense collection, disséminée aujourd'hui entre l'Université d'Oxford ou l'Ashmolean Museum, sont Les marbres d'Arundel et les chroniques de Paris (qui renfermaient les principaux événements de l'histoire de la Grèce antique depuis -1582, fondation d'Athènes, jusqu'en -264).
L'architecte Inigo Jones a accompagné Arundel durant l'un de ses voyages à Naples de 1613 à 1614. Dans la  région de la Vénétie, Arundel remarqua le travail de Andrea Palladio, qui influencerait les futurs travaux de Inigo Jones. Peu après le retour de ce dernier en Angleterre, il est devenu « Surveyor » (géomètre) au ministère des Travaux du Roi.
Le cercle d'amis de Arundel comportait également les littéraires et savants James Ussher, William Harvey, John Selden et Francis Bacon.

## Descendance
Thomas d'Arundel eut de nombreux enfants mais seulement trois survécurent :
- James Howard (1607-1624) lord Maltravers ;
- Henry Howard (1608-1652), 22e comte d'Arundel ;
- William Howard (1614-1680), 1er vicomte de Stafford.